# Gianni Averaimo
Giovanni "Gianni" Averaimo, född 10 september 1964 i Genua, är en italiensk vattenpolomålvakt. Han tävlade för Italien vid olympiska sommarspelen 1988 och ingick i det vinnande italienska laget fyra år senare i Barcelona som reservmålvakt.
Averaimo spelade sju matcher i OS-turneringen 1988 där Italien blev sjua. Han ingick i guldlaget 1992 men fick ingen speltid den gången. I EM-sammanhang fick han spela 1993 då Italien tog guld och 1987 samt 1989 då Italien tog brons.